# Ceumar Coelho
Ceumar Coelho (Itanhandu, 19 de abril de 1969) é uma cantora, compositora e instrumentista brasileira.
Nascida na região da Serra da Mantiqueira, no sul de Minas Gerais,  de uma família ligada à música, aos 18 anos Ceumar foi para Belo Horizonte estudar violão clássico e canto na Fundação de Educação Artística. Em 1995, transferiu-se para São Paulo, onde permaneceu por 14 anos.
Seu primeiro CD, Dindinha, saiu em 2000, produzido por Zeca Baleiro, que também assinou a canção que deu nome disco. No segundo, Sempre Viva, Ceumar estreou como produtora, arranjadora e compositora, ao lado da poeta Alice Ruiz, em "Avesso", e de Chico César e Tata Fernandes, em "Boca da Noite".
A cantora tem se apresentado em turnês e projetos internacionais na Holanda ao lado do pianista jazzista Mike del Ferro. Como compositora, escreveu para a peça teatral do ator Gero Camilo, Canções de Invento, que traz referências a violeiros do  nordeste como Xangai e Vital Farias e mistura poesia, teatro e música popular. Tem canções gravadas pelos cantores  Rubi e Gonzaga Leal.
Em 2018, em parceria com Lui Coimbra e Paulo Freire, Ceumar lança o álbum Viola Perfumosa em tributo ao repertório de Inezita Barroso.
Em 2019 lança o álbum Espiral, com produção de Fabio Pinczowski.

## Discos
- Dindinha (CD/2000)
- Sempre Viva (CD/2003) Elo Music.
- Achou! (CD/2006) (com  Dante Ozzetti)
- Meu Nome (CD/2009) Solo - Circus Produções
- Live In Amsterdam (CD/2010) Solo - gravado no Tropentheater (não foi lançado no Brasil)
- Silencia (CD/2014)
- Viola Perfumosa (CD/2018) (com  Lui Coimbra e Paulo Freire)
- Espiral (CD/2019)